# Finanz-Rundschau
Die Finanz-Rundschau (FR), Untertitel Zeitschrift für das gesamte Ertragsteuerrecht, wurde 1918 als Deutsches Steuerblatt gegründet und wird seit 1945 als Finanz-Rundschau fortgeführt.

## Ziel und Konzept der Finanz-Rundschau
Die Finanz-Rundschau ist insbesondere auf die Einkommensteuer spezialisiert, aber auch körperschaftsteuerliche und gewerbeertragsteuerliche Fragen werden mit behandelt. Seit 1999 widmet sich die Zeitschrift außerdem verstärkt den Fragen der Unternehmensumstrukturierung und der Erbschaftsteuer. Ziel der Zeitschrift ist die Berücksichtigung des gesamten Spektrums der am Besteuerungsverfahren beteiligten Berufe einschließlich der Wissenschaft durch fundierte Beiträge und die Pflege der auch kontroversen Diskussion. Die Finanz-Rundschau verfolgt den Ansatz einer wissenschaftlichen Fachzeitschrift; so ist diese nach dem Verband der Hochschullehrer (VHB) eine „anerkannte wissenschaftliche Zeitschrift auf dem Gebiet der Betriebswirtschaftslehre oder ihrer Teildisziplinen“, in diesem Fall der Teildisziplin der Betriebswirtschaftlichen Steuerlehre.

## Geschichte
Gegründet wird die heutige Finanz-Rundschau im Oktober 1918 als „Deutsches Steuerblatt – Monatsschrift für Wissenschaft und Praxis der direkten Reichs-, Staats- und Gemeindesteuern sowie verwandter Gebiete“. Die ersten Beiträge stammen von Hans Arlt, Wilhelm Boethke, Fritz Haußmann, Alfons Mrozek, Johannes Popitz und Georg Strutz, erster verantwortlicher Schriftleiter war von 1918 bis 1930 Alfons Mrozek.
1935 wird die Zeitschrift umgebildet zu einer Zeitschrift für das gesamte Steuerrecht und als Praktischer Steuerdienst in Schnellkarteiform ausgestaltet, dies währt bis 1944. Ab 1936 erscheint das Blatt zweimal monatlich. Ab 1951 fungiert der Verlag Dr. Otto Schmidt KG als Herausgeber in Verbindung mit dem Fachinstitut der Steuerberater. Die Leitartikel zu Beginn des Heftes werden von prominenten Autoren, z. B. Karl Bräuer, Ottmar Bühler, Otto Schmidt, Günter Schmölders und Gerhard Wacke geschrieben.
1953 wird die Zeitschrift aufgeteilt in eine Ausgabe A (einschließlich Umsatzsteuer-Rundschau) und eine Ausgabe B (ohne Umsatzsteuer-Rundschau), 1959 erscheint erstmals die Glossen-Spalte Ceterum censeo. Seit 1974 erscheinen regelmäßig Urteilsanmerkungen von BFH-Richtern, z. B. Ludwig Schmidt, Günter Söffing, Walter Drenseck, Hans-Joachim Kanzler, Michael Kempermann, Heinz-Jürgen Pezzer, Heinrich Weber-Grellet.
1986 wird Mechthild Lopau verantwortliche Schriftleiterin, die Posten übt sie bis 1997 aus. Ihr Nachfolger ist seitdem Wolfgang Lingemann.

## Zielgruppe
Zielgruppen sind alle Angehörigen steuerberatender Berufe (Rechtsanwälte, Steuerberater, Wirtschaftsprüfer), Amtsträger der Finanzgerichte und Steuerverwaltung, Vertreter der Steuerrechtswissenschaft und betriebswirtschaftlichen Steuerlehre.

## Redaktion, ständige Mitarbeiter, Herausgeber
Schriftleitung: Rechtsanwalt Wolfgang Lingemann
Ständige Mitarbeiter: (Vors.) Richter am BFH Walter Bode, Peter Fischer, Franziska von Freeden, geb. Peters, Andreas Herlinghaus, Rechtsanwalt Hans-Joachim Kanzler, Michael Kempermann, Heinrich Weber-Grellet, Michael Wendt und Francesca Werth
Seit 2013 wird die Redaktion durch einen Fachbeirat unterstützt, dem Peter Heinemann, Richter am Bundesfinanzhof Andreas Herlinghaus, Rechtsanwalt/Steuerberater Norbert Schneider, Steuerberater Andreas Schumacher und Universitätsprofessor Roman Seer angehören.
Die Finanz-Rundschau wird in Verbindung mit dem Fachinstitut der Steuerberater vom Verlag Dr. Otto Schmidt herausgegeben.

## Inhalt, Heftaufteilung, Rubriken
Die Aufsätze zu überwiegend ertragsteuerlichen aktuellen Themen bilden zusammen mit der Berichterstattung über die höchstrichterliche Rechtsprechung sowie der umfassenden Dokumentation aktueller Verwaltungsentscheidungen die Schwerpunkte der Finanz-Rundschau. Über die neuesten Entscheidungen des BFH berichten zum Teil mit regelmäßigen Anmerkungen die (Vors.) Richter am BFH Walter Bode, Peter Fischer, Franziska von Freeden, geb. Peters, Michael Geissler, Andreas Herlinghaus, Hans-Joachim Kanzler, Michael Kempermann, Heinrich Weber-Grellet, Michael Wendt und Francesca Werth. In den Spalten „Kurzbeiträge“ und „Diskussionsbeiträge“ wird frühzeitig auf neue, aus der Praxis heraus aufgetretene Steuerrechtsprobleme hingewiesen bzw. pointiert hierzu Stellung bezogen. Die ständige Glosse „Ceterum censeo“ trägt zur Auflockerung der Zeitschrift bei.

## Erscheinungsweise, Umfang
Die Finanz-Rundschau erscheint am 5. und 20. eines jeden Monats. Der Umfang eines Einzelheftes beträgt durchschnittlich 48 Seiten.
ISSN: 2567-4765